# Tensor

Tensorul de tensiune Cauchy de ordinul doi în baza (e_{1}, e_{2}, e_{3}): sau Coloanele reprezintă vectorii tensiune care acționează în centrul cubului, în raport cu planele ortogonale pe e_{1}, e_{2} și e_{3}. Când v este dat în această bază, produsul celor doi tensori, efecutat ca o înmulțire de matrice, dă vectorul tensiune în acel punct, care își are partea de forfecare în planul ortogonal pe v.

În matematică, un tensor este un obiect geometric care asociază într-o manieră multi-liniară vectori geometrici, scalari și alți tensori cu un tensor rezultat. Vectorii și scalarii care sunt adesea folosiți în fizica elementară și în aplicațiile inginerești sunt considerați cei mai simpli tensori.  Vectorii din spațiul dual⁠(d) al spațiului vectorial, care furnizează vectorii geometrici, sunt, de asemenea, considerați tensori. În acest context, cuvântul geometric are scopul de a sublinia independența de orice selecție a unui sistem de coordonate. 
Un exemplu elementar de transformare descrisă ca tensor este produsul scalar, care transformă doi vectori într-un scalar. Un exemplu mai complex este tensorul de tensiune Cauchy⁠(d) T, care ia un vector de direcție v ca intrare și îl transformă în vectorul de tensiune T(v), care este forța (pe unitatea de suprafață) exercitată de materialul de pe partea negativă a planului ortogonal pe v asupra materialului de pe partea pozitivă a planului, exprimând astfel o relație între acești doi vectori, prezentată în figură (dreapta). Produsul vectorial, în care doi vectori sunt transformați într- un al treilea, nu este strict un tensor, deoarece își schimbă semnul sub acele transformări care schimbă orientarea sistemului de coordonate. Simbolul total anti-simetric⁠(d) {\displaystyle \varepsilon _{ijk}}permite însă o manipulare convenabilă a produsului vectorial în sisteme de coordonate tridimensionale egal orientate. 
Considerând o bază a unui spațiu vectorial real, de exemplu un sistem de coordonate în spațiul ambiant, un tensor poate fi reprezentat ca un tablou multidimensional⁠(d) organizat de valori numerice în raport cu această bază specifică. Schimbarea bazei transformă valorile din tablou într-un mod caracteristic care permite definirea tensorilor ca obiecte care aderă la acest comportament transformator. De exemplu, există invarianți de tensori care trebuie să fie conservați sub orice schimbare a bazei, făcând astfel ca numai anumite tablouri multidimensionale de numere să constituie un tensor. Matricea reprezentând {\displaystyle \varepsilon _{ijk}}nu este deci un tensor, din cauza schimbării semnului sub transformările care schimbă orientarea. 
Deoarece componentele vectorilor și ale dualilor lor se transformă în mod diferit sub schimbarea bazelor lor duale, există o lege de transformare covariantă și/sau contravariantă⁠(d) care leagă matricele care reprezintă tensorul într-o bază cu cele care îl reprezintă în cealaltă. Numerele, respectiv ale vectorilor: n (indicii contravarianți⁠(d)), vectorilor duali: m și (indici covarianți⁠(d)) de la intrarea și ieșirea unui tensor determină tipul (sau valența) tensorului, o pereche de numere naturale (n, m), care determină forma exactă a legii de transformare. Ordinul unui tensor este suma acestor două numere. 
Ordinul (numit și gradul sau rangul) unui tensor este deci suma ordinelor argumentelor sale plus ordinea tensorului rezultat. Aceasta este chiar dimensiunea matricei de numere necesare pentru a reprezenta tensorul în raport cu o bază specifică sau, echivalent, cu numărul de indici necesari pentru etichetarea fiecărei componente din acea matrice. De exemplu, într-o bază fixă, o aplicație liniară standard care asociază un vector la un alt vector este reprezentată de o matrice (o matrice bidimensională) și, prin urmare, este un tensor de ordinul doi. Un vector simplu poate fi reprezentat ca o matrice unidimensională și, prin urmare, este un tensor de ordinul I. Scalarii sunt numere simple și sunt deci tensori de ordinul 0. În acest fel, tensorul reprezentând produsul scalar, care primește doi vectori și produce un scalar, are ordinul 2 + 0 = 2, egal cu tensorul de tensiune, care primește un vector și returnează un altul: 1 + 1 = 2. Simbolul {\displaystyle \varepsilon _{ijk}},care transformă doi vectori într-un vector, ar avea ordinul 2 + 1 = 3.
Colecția de tensori pe un spațiu vectorial și dualul său formează o algebră tensorială⁠(d), care permite produse de tensori arbitrari. Aplicațiile simple ale tensorilor de ordinul 2, care pot fi reprezentate ca matrice pătrată, pot fi rezolvate prin aranjarea inteligentă a vectorilor transpuși și prin aplicarea regulilor de înmulțire a matricilor, dar produsul tensorial nu trebuie confundat cu aceasta. 
Tensorii sunt importanți în fizică deoarece oferă un cadru matematic concis pentru formularea și rezolvarea problemelor de fizică în domenii precum mecanica (tensiunea, elasticitatea, mecanica fluidelor, momentul de inerție etc.), electrodinamică (tensor electromagnetic⁠(d), tensor Maxwell⁠(d), permitivitate, susceptibilitatea magnetică, ...) sau relativitate generală (tensorul de energie-tensiune, tensorul de curbură, ...) și altele. În aplicații, este comună studierea situațiilor în care poate exista un tensor diferit în fiecare punct al unui obiect; de exemplu, tensiunea dintr-un obiect poate varia de la o locație la alta. Aceasta duce la conceptul de câmp de tensori.  În unele domenii, câmpurile de tensori sunt atât de omniprezente încât se numesc pur și simplu „tensori”. 
Tensorii au fost concepuți în 1900 de Tullio Levi-Civita și Gregorio Ricci-Curbastro, care au continuat munca anterioară a lui Bernhard Riemann și a lui Elwin Bruno Christoffel și alții, ca parte a calculului diferențial absolut⁠(d).  Conceptul a permis o formulare alternativă a geometriei diferențiale intrinseci a unei varietăți sub forma unui tensor de curbură Riemann. 

## Definiție
Deși aparent diferite, mai multe abordări pentru definirea tensorilor descriu același concept geometric folosind diferite limbaje și la niveluri diferite de abstractizare. 

### Ca matrice multidimensionale
Un tensor poate fi reprezentat ca o matrice (potențial multidimensională, deși o matrice multidimensională nu este neapărat o reprezentare a unui tensor, așa cum este discutat mai jos cu privire la holori).  Așa cum un vector într-un spațiu n-dimensional este reprezentat ca o matrice unidimensională de lungime n în raport cu o bază dată, orice tensor în raport cu o bază este reprezentat de o matrice multidimensională. De exemplu, un operator liniar este reprezentat într-o bază ca o matrice pătrată n × n. Numerele din matricea multidimensională sunt cunoscute drept componentele scalare ale tensorului sau pur și simplu componentele lui. Ele sunt notate cu indicii care le dau poziția în matrice, marcați ca indice și exponent⁠(d), după numele simbolic al tensorului.  De exemplu, componentele unui tensor T de ordin 2 ar putea fi notate cu Tij, unde i și j sunt indici cu valori de la 1 la n, sau cu {\displaystyle T_{j}^{i}}{\displaystyle T_{i}^{j}}.  Indicele este afișat jos sau la exponent în funcție de proprietățile de transformare ale tensorului, descrise mai jos. Astfel, în timp ce Tij și {\displaystyle T_{j}^{i}}{\displaystyle T_{i}^{j}}pot fi ambii exprimați ca matrice n pe n, și sunt numeric legate prin jonglare cu indicii⁠(d), diferența din legile lor de transformare indică faptul că ar fi nepotrivită adunarea lor între ei. Numărul total de indici necesari pentru a identifica fiecare componentă unică este egal cu dimensiunea⁠(d) matricei și se numește ordin, grad sau rang al tensorului. Cu toate acestea, termenul „rang” are în general un alt înțeles⁠(d) în contextul matricelor și tensorilor. 
Așa cum componentele unui vector se schimbă atunci când schimbăm baza spațiului vectorial, componentele unui tensor se schimbă și ele sub o astfel de transformare. Fiecare tip de tensor vine echipat cu o lege de transformare care detaliază modul în care componentele tensorului răspund la o schimbare de bază⁠(d). Componentele unui vector pot răspunde în două moduri distincte la o schimbare de bază (vezi covarianța și contravariența vectorilor⁠(d)), unde vectorii bazei noi {\displaystyle \mathbf {\hat {e}} _{i}} sunt exprimați în termeni de vectorii bazei vechi {\displaystyle \mathbf {e} _{j}}astfel: 
{\displaystyle \mathbf {\hat {e}} _{i}=\sum _{j=1}^{n}\mathbf {e} _{j}R_{i}^{j}=\mathbf {e} _{j}R_{i}^{j}.}
Aici {\displaystyle R_{i}^{j}} sunt elementele matricei de schimbare a bazei, iar în expresia cea mai din dreapta însumarea a fost suprimată: aceasta este convenția de însumare Einstein⁠(d), care va fi folosită în acest articol. Componentele vi ale unui vector coloană v se transformă cu inversa matricei R, 
{\displaystyle {\hat {v}}^{i}=\left(R^{-1}\right)_{j}^{i}v^{j},}{\displaystyle {\hat {v}}^{i}=\left(R^{-1}\right)_{j}^{i}v^{j},}
unde cu circumflex deasupra se notează componentele în noua bază. Aceasta se numește o lege de transformare contravariantă, deoarece vectorul se transformă prin inversul schimbării bazei. În schimb, componentele wi ale unui covector (sau vector linie) w se transformă chiar cu matricea R, 
{\displaystyle {\hat {w}}_{i}=w_{j}R_{i}^{j}.}
Aceasta se numește o lege de transformare covariantă, deoarece covectorul se transformă prin aceeași matrice ca matricei de schimbare a bazei. Componentele unui tensor mai general se transformă printr-o combinație de transformări covariante și contravariate, cu o lege de transformare pentru fiecare indice. Dacă matricea de transformare a unui indice este matricea inversă a schimbării de bază, atunci indicele este numit contravariant și este notat convențional cu indicele la exponent. Dacă matricea de transformare a unui indice este transformarea de bază în sine, atunci indicele este denumit covariant și este notat cu un indice inferior. 
Ca exemplu simplu, matricea unui operator liniar în raport cu o bază este o matrice dreptunghiulară T care se transformă, sub schimbarea de bază exprimată prin matricea {\displaystyle R=\left(R_{i}^{j}\right)}prin {\displaystyle {\hat {T}}=R^{-1}TR}. Pentru elementele individuale ale matricei, această lege de transformare are forma {\displaystyle {\hat {T}}_{j'}^{i'}=\left(R^{-1}\right)_{i}^{i'}T_{j}^{i}R_{j'}^{j}}{\displaystyle {\hat {T}}_{j'}^{i'}=\left(R^{-1}\right)_{i}^{i'}T_{j}^{i}R_{j'}^{j}}astfel că tensorul corespunzător matricei unui operator liniar are un indice covariant și un indice contravariant: este de tipul (1,1).
Combinațiile de componente covariante și contravariante cu același indice permit exprimarea invarianților geometrici.  De exemplu, faptul că un vector este același obiect în diferite sisteme de coordonate poate fi reprezentat prin următoarele ecuații, folosind formulele definite mai sus: 
{\displaystyle \mathbf {v} ={\hat {v}}^{i}\,\mathbf {\hat {e}} _{i}=\left(\left(R^{-1}\right)_{j}^{i}{v}^{j}\right)\left(\mathbf {e} _{k}R_{i}^{k}\right)=\left(\left(R^{-1}\right)_{j}^{i}R_{i}^{k}\right){v}^{j}\mathbf {e} _{k}=\delta _{j}^{k}{v}^{j}\mathbf {e} _{k}={v}^{k}\,\mathbf {e} _{k}={v}^{i}\,\mathbf {e} _{i}}
Unde {\displaystyle \delta _{j}^{k}} este delta Kronecker⁠(d), care funcționează similar cu matricea identitate și are efectul redenumirii indicilor (j în k în acest exemplu). Aceasta indică mai multe trăsături ale notației componentelor — capacitatea de a rearanja termenii după voie (comutativitatea), necesitatea de a folosi indicatori diferiți atunci când se lucrează cu mai multe obiecte în aceeași expresie, abilitatea de a redenumi indicii și modul în care tensorii contravarianți și covarianți se combină astfel încât toate instanțele matricei de transformare și inversul său să se anuleze, astfel încât o expresie ca {\displaystyle {v}^{i}\,\mathbf {e} _{i}} să poată fi văzută imediat ca fiind identică din punct de vedere geometric în toate sistemele de coordonate. 
În mod similar, un operator liniar, privit ca un obiect geometric, nu depinde de fapt de o bază: este doar o aplicație liniară care acceptă un vector ca argument și produce un alt vector. Legea transformării pentru modul în care matricea componentelor unui operator liniar se modifică odată cu baza este în concordanță cu legea de transformare pentru un vector contravariant, astfel încât acțiunea unui operator liniar pe un vector contravariant este reprezentată în coordonate ca produsul matricial al respectivelor reprezentări pe coordonate.  Adică componentele {\displaystyle \left(Tv\right)^{i}} sunt date de {\displaystyle T_{j}^{i}v_{j}}.  Aceste componente se transformă contravariant, deoarece 
{\displaystyle \left({\widehat {Tv}}\right)^{i'}={\hat {T}}_{j'}^{i'}{\hat {v}}^{j'}=\left[\left(R^{-1}\right)_{i}^{i'}T_{j}^{i}R_{j'}^{j}\right]\left[\left(R^{-1}\right)_{j}^{j'}v^{j}\right]=\left(R^{-1}\right)_{i}^{i'}(Tv)^{i}.}
Legea transformării pentru un tensor de ordin p + q  cu p indici contravarianți și q indici covarianți este, astfel, dată ca: 
{\displaystyle {\hat {T}}_{j'_{1},\ldots ,j'_{q}}^{i'_{1},\ldots ,i'_{p}}=\left(R^{-1}\right)_{i_{1}}^{i'_{1}}\cdots \left(R^{-1}\right)_{i_{p}}^{i'_{p}}}{\displaystyle T_{j_{1},\ldots ,j_{q}}^{i_{1},\ldots ,i_{p}}}{\displaystyle R_{j'_{1}}^{j_{1}}\cdots R_{j'_{q}}^{j_{q}}.}
Aici, indicii primi reprezintă componentele în noile coordonate, iar indicii neprimi reprezintă componentele în vechile coordonate. Un astfel de tensor este de ordin sau tip (p, q). Termenii „ordin”, „tip”, „rang”, „valență” și „grad” sunt uneori utilizați pentru același concept. Aici, termenul „ordin” sau „ordin total” va fi folosit pentru dimensiunea totală a matricei (sau generalizarea acesteia în alte definiții), p + q din exemplul precedent, iar termenul „tip” pentru perechea care dă numărul de indici contravarianți și covarienți. Un tensor de tip (p, q) este, de asemenea, numit (p, q)-tensor pe scurt. 
Această discuție motivează următoarea definiție formală:  
„Definiție.  Un tensor de tip (p, q) este o atribuire de un tablou multidimensional
{\displaystyle T_{j_{1}\dots j_{q}}^{i_{1}\dots i_{p}}[\mathbf {f} ]}
fiecărei baze f = (e1, ..., en) a unui spațiu vectorial n-dimensional astfel încât, dacă se aplică schimbarea de bază
{\displaystyle \mathbf {f} \mapsto \mathbf {f} \cdot R=\left(\mathbf {e} _{i}R_{1}^{i},\dots ,\mathbf {e} _{i}R_{n}^{i}\right)}
atunci tabloul multidimensional respectă legea de transformare
{\displaystyle T_{j'_{1}\dots j'_{q}}^{i'_{1}\dots i'_{p}}[\mathbf {f} \cdot R]=\left(R^{-1}\right)_{i_{1}}^{i'_{1}}\cdots \left(R^{-1}\right)_{i_{p}}^{i'_{p}}} {\displaystyle T_{j_{1},\ldots ,j_{q}}^{i_{1},\ldots ,i_{p}}[\mathbf {f} ]} {\displaystyle R_{j'_{1}}^{j_{1}}\cdots R_{j'_{q}}^{j_{q}}.}”
Definiția unui tensor ca o matrice multidimensională care satisface o lege de transformare datează de la opera lui Ricci.
O definiție echivalentă a unui tensor folosește reprezentările grupului liniar general⁠(d). Există o acțiune⁠(d) a grupului liniar general pe mulțimea tuturor bazelor ordonate ale unui spațiu vectorial n- dimensional. Dacă f = (f1,...,fn) este o bază ordonată și {\displaystyle R=\left(R_{j}^{i}\right)} este o matrice inversabilă {\displaystyle n\times n}, atunci acțiunea este dată de 
{\displaystyle \mathbf {f} R=(\mathbf {f} _{i}R_{1}^{i},\dots ,\mathbf {f} _{i}R_{n}^{i}).}
Fie F mulțimea tuturor bazelor ordonate. Atunci F este un spațiu principal omogen⁠(d) pentru GL(n). Fie W un spațiu vectorial și fie ρ o reprezentare a lui GL(n) pe W (adică un homomorfism de grup {\displaystyle \rho :{\text{GL}}(n)\rightarrow {\text{GL}}(W)}). Atunci, un tensor de tip ρ este o aplicație echivariantă {\displaystyle T\colon F\rightarrow W}. Echivarianța înseamnă aici că 
{\displaystyle T(FR)=\rho (R^{-1})T(F).}
Când ρ este un reprezentare tensorială⁠(d) a grupului liniar general, aceasta oferă definiția obișnuită a tensorilor ca matrice multidimensională. Această definiție este adesea folosită pentru a descrie tensorii pe varietăți și este ușor de generalizat la alte grupuri.

### Ca aplicații multiliniare
Un dezavantaj al definiției unui tensor folosind abordarea multidimensională a matricei este că nu rezultă din definiție că obiectul definit este într-adevăr independent de bază, așa cum este de așteptat de la un obiect care este intrinsec geometric. Deși este posibil să se arate că legile de transformare asigură într-adevăr independența de bază, uneori este preferată o definiție mai intrinsecă. O abordare care este comună în geometria diferențială este de a defini tensorii în raport cu un spațiu vectorial V fix (finit-dimensional), care este de obicei considerat a fi un spațiu vectorial particular cu o oarecare semnificație geometrică, cum ar fi spațiul tangent⁠(d) la o varietate.. În această abordare, un tensor T de tip (p, q)este definit ca o aplicație multiliniară, 
{\displaystyle T:\underbrace {V^{*}\times \dots \times V^{*}} _{{\text{de }}p{\text{ ori}}}\times \underbrace {V\times \dots \times V} _{{\text{de }}q{\text{ ori}}}\rightarrow \mathbf {R} ,}
unde V* este spațiul dual corespunzător al covectorilor, care este liniar în fiecare dintre argumentele sale. Cele de mai sus presupun că V este un spațiu vectorial peste numerele reale, R. Mai general, V poate fi luat drept un corp arbitrar de numere, F (de exemplu numerele complexe) cu un spațiu vectorial unidimensional peste F înlocuind R drept codomeniu al aplicațiilor multilineare. 
Aplicând o aplicație multiliniară T de tip (p, q) asupra unei baze { e j } a lui V și o cobază canonică ( ε i } pentru V *
{\displaystyle T_{j_{1}\dots j_{q}}^{i_{1}\dots i_{p}}\equiv T\left({\boldsymbol {\varepsilon }}^{i_{1}},\ldots ,{\boldsymbol {\varepsilon }}^{i_{p}},\mathbf {e} _{j_{1}},\ldots ,\mathbf {e} _{j_{q}}\right),}
poate fi obținut un tablou (p + q)-dimensional de componente. O alegere diferită a bazei va produce componente diferite. Dar, deoarece T este liniar în toate argumentele sale, componentele îndeplinesc legea de transformare a tensorului utilizată în definirea matricei multiple. Matricea multidimensională a componentelor T formează astfel un tensor conform definiției respective. Mai mult decât atât, o astfel de matrice poate fi realizată drept  componente ale unei anumite aplicații multilineare T. Aceasta motivează vederea aplicațiilor multiliniare ca obiecte intrinseci care stau la baza tensorelor. 
Vizualizând un tensor ca o aplicație multiliniară, este convențional să identificăm dublul dual⁠(d) V ** al spațiului vectorial V, adică spațiul funcționalelor liniare peste spațiul vectorial dual V*, cu spațiul vectorial V. Există întotdeauna o aplicație liniară naturală⁠(d) de la V la dublul său dual, dată de evaluarea unei forme liniare din V* față de un vector din V. Această aplicație liniară este un izomorfism de dimensiuni finite și este adesea util să se identifice V cu dublul său dual.

### Utilizarea produselor tensoriale
Pentru unele aplicații matematice, uneori este utilă o abordare mai abstractă. Acest lucru poate fi realizat prin definirea tensorilor în termeni de elemente ale produselor tensoriale⁠(d) ale spațiilor vectoriale, care, la rândul lor, sunt definite printr-o proprietate universală⁠(d). Un tensor de tip (p, q) este definit în acest context ca un element al produsului tensorial al spațiilor vectoriale,
{\displaystyle T\in \underbrace {V\otimes \dots \otimes V} _{{\text{de }}p{\text{ ori}}}\otimes \underbrace {V^{*}\otimes \dots \otimes V^{*}} _{{\text{de }}q{\text{ ori}}}.}
O bază vi lui V și baza wj a W induc în mod natural o bază vi ⊗ wj a produsului tensorial V ⊗ W Componentele unui tensor T sunt coeficienții tensorului în raport cu baza obținută din baza {ei} pentru V și baza sa duală {εj}, adică 
{\displaystyle T=T_{j_{1}\dots j_{q}}^{i_{1}\dots i_{p}}\;\mathbf {e} _{i_{1}}\otimes \cdots \otimes \mathbf {e} _{i_{p}}\otimes {\boldsymbol {\varepsilon }}^{j_{1}}\otimes \cdots \otimes {\boldsymbol {\varepsilon }}^{j_{q}}.}
Folosind proprietățile produsului tensorial, se poate demonstra că aceste componente îndeplinesc legea transformării pentru un tensor de tip (p, q) . Mai mult decât atât, proprietatea universală a produsului tensorial dă o corespondență 1 -la- 1 între tensorii definiți în acest mod și tensori definiți ca aplicații multiliniare. 
Produsele tensoriale pot fi definite cu mare generalitate — de exemplu, implicând module arbitrare⁠(d) peste un inel. În principiu, se poate defini un „tensor” pur și simplu ca element al oricărui produs tensorial. Cu toate acestea, literatura de matematică rezervă, de obicei, termenul tensor pentru un element al unui produs tensorial de oricâte cópii ale unui singur spațiu vectorial V și dualul său, ca mai sus.

### Tensori în dimensiuni infinite
Această discuție a tensorilor presupune dimensionalitatea finită a spațiilor implicate, unde spațiile de tensori obținute de fiecare dintre aceste construcții sunt natural izomorfe⁠(d). Construcțiile spațiilor de tensori bazate pe produsul tensorial și aplicațiile multiliniare pot fi generalizate, în mod esențial fără modificări, la mănunchiuri de vectori⁠(d) sau premănunchiuri coerente⁠(d). Pentru spațiile vectoriale dimensionale infinite, topologiile neechivalente duc la noțiuni neechivalente de tensori, iar aceste izomorfisme diferite pot sau nu fie valabile în funcție de ce se înțelege exact prin tensor (vezi produs tensorial topologic⁠(d)). În unele aplicații, intenția este produsul tensorial al spațiilor Hilbert⁠(d), ale cărui proprietăți sunt cele mai asemănătoare cu cele cu dimensiunile finite. O perspectivă mai modernă este aceea că structura tensorilor este o categorie simetrică monoidală⁠(d) care codifică cele mai importante proprietăți, mai degrabă decât modelele specifice ale acelor categorii.

### Câmpuri de tensori
În multe aplicații, mai ales în geometria diferențială și fizică, este firesc să se considere un tensor cu componente care sunt funcții de un punct în spațiu. Acesta a fost contextul operei originare a lui Ricci. În terminologia matematică modernă, un astfel de obiect se numește câmp tensorial, deseori denumit simplu „tensor”.
În acest context, o bază de coordonate este adesea aleasă pentru spațiul vectorial tangent⁠(d) . Legea transformării poate fi apoi exprimată în termeni de derivate parțiale ale funcțiilor de coordonate, 
{\displaystyle {\bar {x}}^{i}\left(x^{1},\ldots ,x^{n}\right),}
definind o transformare de coordonate
{\displaystyle {\hat {T}}_{j'_{1}\dots j'_{q}}^{i'_{1}\dots i'_{p}}\left({\bar {x}}^{1},\ldots ,{\bar {x}}^{n}\right)={\frac {\partial {\bar {x}}^{i'_{1}}}{\partial x^{i_{1}}}}\cdots {\frac {\partial {\bar {x}}^{i'_{p}}}{\partial x^{i_{p}}}}{\frac {\partial x^{j_{1}}}{\partial {\bar {x}}^{j'_{1}}}}\cdots {\frac {\partial x^{j_{q}}}{\partial {\bar {x}}^{j'_{q}}}}T_{j_{1}\dots j_{q}}^{i_{1}\dots i_{p}}\left(x^{1},\ldots ,x^{n}\right).}

## Exemple
Acest tabel prezintă exemple importante de tensori pe spații vectoriale și câmpuri de tensori pe varietăți. Tensorii sunt clasificați după tipul lor (n, m), unde n este numărul de indici contravarianți, m este numărul de indici covarianți și n + m dă ordinul total al tensorului. De exemplu, o formă biliniară este același lucru cu un (0, 2) -tensor; un produs scalar este un exemplu de (0, 2) -tensor, dar nu toți (0, 2) -tensorii sunt produse scalare. În celula (0, M) a tabelului, cu M se notează dimensionalitatea spațiului vectorial sau varietății, deoarece pentru fiecare dimensiune a spațiului este necesar un indice separat pentru a selecta acea dimensiune pentru a obține un tensor antisimetric maximal covariant. 
|   |   | m                                                                         | m | m | m                                | m | m                                      | m |
| 0 | 1 | 2                                                                         | 3 | ⋯ | M                                | ⋯ |                                        |   |
| - | - | ------------------------------------------------------------------------- | --- | --- | -------------------------------- | - | -------------------------------------- | - |
| n | 0 | Scalar, de ex. curbura scalară                                            | formă liniară⁠(d), funcțională liniară⁠(d), 1-formă⁠(d), de ex. momentul dipol⁠(d), gradientul unui câmp scalar | Forme biliniare, de ex. produsul scalar, momentul cvadripol⁠(d), tensorul metric⁠(d), curbura Ricci, 2-formele⁠(d), formele simplectice | 3-form E.g. momentul octupol⁠(d)  |   | De ex. M-forme adică forme de volum⁠(d) |   |
| n | 1 | Vectorul euclidian                                                        | Transformare liniară,[11] delta Kronecker⁠(d)                                                                | E.g. produsul vectorial în trei dimensiuni                                                                                           | E.g. tensorul de curbură Riemann |   |                                        |   |
| n | 2 | Tensorul metric⁠(d) invers, bivectorii⁠(d), de exemplu structura Poisson⁠(d) | | De ex. tensorul elasticitate |                                  |   |                                        |   |
| n | ⋮ |                                                                           | | |                                  |   |                                        |   |
| n | N | Multivectorii⁠(d)                                                          | | |                                  |   |                                        |   |
| n | ⋮ |                                                                           | | |                                  |   |                                        |   |
Ridicarea unui indice pe un (n, m)-tensor produce un (n + 1, m − 1)-tensor; aceasta corespunde mutării pe diagonală în jos și spre stânga în tabel. În mod simetric, coborârea unui indice corespunde unei mutări în diagonală în sus și în partea dreaptă a tabelului. Contracția unei suprafețe cu un indice inferior al unui (n, m)-tensor produce un (n − 1, m − 1)-tensor; aceasta corespunde mutării în diagonală în sus și spre stânga în tabel.

## Notație
Există mai multe sisteme de notație care sunt folosite pentru a descrie tensorii și pentru a efectua calcule cu aceștia. 

### Calculul Ricci
Calculul Ricci⁠(d) este formalismul și notarea moderne ale indicilor tensoriali: indicând produsul scalar și diadic, covarianța și contravarianța⁠(d), însumări ale componentelor tensorului, simetria⁠(d) și antisimetria⁠(d), și derivatele parțiale și covariante⁠(d) . 

### Convenția de însumare a lui Einstein
Convenția de însumare a lui Einstein⁠(d) scutește de scrierea semnelor de însumare, lăsând-o implicită. Orice indice repetat înseamnă că se face însumarea peste el: dacă indicele i este folosit de două ori într-un termen dat dintr-o expresie tensorială, înseamnă că termenul trebuie să fie însumat peste toate i-urile. Mai multe perechi distincte de indicii pot fi însumate în acest fel. 

### Notația grafică Penrose
Notația grafică Penrose⁠(d) este o notație grafică care înlocuiește simbolurile pentru tensori cu forme și indicii lor prin linii și curbe. Este independentă de elementele bazei și nu necesită simboluri pentru indicii. 

### Notația cu indice abstract
Notația cu indice abstract este o modalitate de a scrie tensorii astfel încât indicii să nu mai fie considerați numerici, ci mai degrabă nedeterminați⁠(d). Această notație surprinde expresivitatea indicilor și independența de bază a notației fără indice. 

### Notație fără componente
O tratare fără componente pentru tensori⁠(d) utilizează notația care subliniază faptul că tensorii nu se sprijină pe nicio bază și sunt definiți în termeni de produs tensorial al spațiilor vectoriale⁠(d). 

## Operații
Există mai multe operații pe tensori care produc un alt tensor. Natura liniară a tensorului implică faptul că doi tensori de același tip pot fi adunați și că tensorii pot fi înmulțiți cu un scalar cu rezultate analoage cu scalarea unui vector. Aceste operațiuni se efectuează pur și simplu pe componente. Ele nu modifică tipul tensorului; dar există și operații care produc un tensor de tip diferit. 

### Produs tensorial
Produsul tensorial primește doi tensori, S și T, și produce un nou tensor, S ⊗ T, al cărui ordin este suma ordinelor tensorilor originari. Când sunt descriși ca aplicații multiliniare, produsul tensorial doar multiplică cei doi tensori, adică 
{\displaystyle (S\otimes T)(v_{1},\ldots ,v_{n},v_{n+1},\ldots ,v_{n+m})=S(v_{1},\ldots ,v_{n})T(v_{n+1},\ldots ,v_{n+m}),}
ceea ce produce din nou o aplicație care este liniară în toate argumentele sale. Pe componente, efectul este de a multiplica componentele celor doi tensori de intrare pe perechi, adică 
{\displaystyle (S\otimes T)_{j_{1}\ldots j_{k}j_{k+1}\ldots j_{k+m}}^{i_{1}\ldots i_{l}i_{l+1}\ldots i_{l+n}}=S_{j_{1}\ldots j_{k}}^{i_{1}\ldots i_{l}}T_{j_{k+1}\ldots j_{k+m}}^{i_{l+1}\ldots i_{l+n}},}
Dacă S este de tip (l, k) și T este de tip (n, m), atunci produsul tensorial S ⊗ T are tipul (l + n, k + m).

### Contracția
Contracția tensorilor este o operație care reduce un tensor de tip (n, m) la un tensor de tip (n − 1, m − 1), din care un caz special este urma. Aceasta reduce astfel ordinul total al unui tensor cu doi. Operația este realizată prin însumarea componentelor pentru care un indice contravariant specificat este același cu un indice covariant specificat pentru a produce o componentă nouă. Componentele pentru care acești doi indicatori sunt diferiți sunt eliminate. De exemplu, un (1, 1)-tensor poate fi contractat la un scalar prin {\displaystyle T_{i}^{i}}.
Unde când suma este implicită. Când (1, 1) -tensorul este interpretată ca o aplicație liniară, această operație este cunoscută ca urmă. 
Contracția este adesea folosită împreună cu produsul tensorial pentru a contracta un indice din fiecare tensor. 
Contracția poate fi înțeleasă și folosind definiția unui tensor ca element al unui produs tensorial al cópiilor spațiului V cu spațiul V* prin descompunerea mai întâi a tensorului într-o combinație liniară de tensori simpli și apoi prin aplicarea unui factor din V*  la un factor din V. De exemplu, un tensor 
{\displaystyle T\in V\otimes V\otimes V^{*}}
poate fi scris ca o combinație liniară
{\displaystyle T=v_{1}\otimes w_{1}\otimes \alpha _{1}+v_{2}\otimes w_{2}\otimes \alpha _{2}+\cdots +v_{N}\otimes w_{N}\otimes \alpha _{N}.}
Contracția lui T pe prima și ultima poziție este atunci vectorul 
{\displaystyle \alpha _{1}(v_{1})w_{1}+\alpha _{2}(v_{2})w_{2}+\cdots +\alpha _{N}(v_{N})w_{N}.}
Într-un spațiu vectorial cu produs scalar (cunoscut și ca metrică⁠(d)) g, termenul contracție⁠(d) este utilizat pentru a elimina doi indici contravarianți sau doi covarianți, formând o urmă cu tensorul metric sau cu inversul lui. De exemplu, un (2, 0)-tensor {\displaystyle T^{ij}} poate fi contractat la un scalar prin
{\displaystyle T^{ij}g_{ij}}
(din nou presupunând convenția de însumare).

### Creșterea sau coborârea unui indice
Când un spațiu vectorial este echipat cu o formă bilineară nedegenerată⁠(d) (sau tensor metric⁠(d) așa cum se numește deseori în acest context), pot fi definite operații care convertesc un indice contravariant (superior) într-un indice covariant (inferior) și invers. Un tensor metric este un (0, 2)-tensor simetric; este posibil să se contracte un indice superior al unui tensor cu unul dintre indicii inferiori ai tensorului metric din produs. Acest lucru generează un nou tensor cu aceeași structură a indicilor ca tensorul anterior, dar cu indicele inferior afișat în general în aceeași poziție a indicelui superior convențional. Această operație este cunoscută sub denumirea destul de grafică de coborâre a unui indice. 
Se poate defini analog și operația inversă, care se numește ridicarea unui indice. Aceasta este echivalentă cu o contracție similară a produsului cu un (2, 0)-tensor. Acest tensor metric invers are componente care sunt matricea inversă a celor din tensorul metric. 

## Aplicații

### Mecanica mediilor continue
Exemple importante sunt furnizate de mecanica mediilor continue. Tensiunile din interiorul unui corp solid⁠(d) sau dintr-un lichid sunt descrise de un câmp tensorial. Tensorul tensiune și tensorul întindere⁠(d) sunt ambii câmpuri de tensori de ordinul doi și sunt legați într-un material elastic liniar general printr-un câmp tensorial de elasticitate de ordinul patru. În detaliu, tensorul care cuantifică tensiunea într-un obiect solid tridimensional are componente care pot fi reprezentate în mod convenabil ca o matrice 3 × 3. Cele trei fețe ale unui segment de volum infinitezimal în formă de cub a solidului sunt fiecare supuse unei forțe date. Componentele vectoriale ale forței sunt, de asemenea, trei la număr. Astfel, sunt necesare 3 × 3 sau 9 componente pentru a descrie tensiunea în acest cub infinitezimal. În limitele acestui solid este o masă întreagă de cantități variabile ale tensiunii, fiecare necesitând 9 cantități pentru a fi descrisă. Astfel, este nevoie de un tensor de ordinul doi. 
Dacă un element special de suprafață interiorul materialului este separat, materialul de pe o parte a suprafeței va aplica o forță asupra celeilalte părți. În general, această forță nu va fi ortogonală pe suprafață, dar va depinde de orientarea suprafeței într-o manieră liniară. Aceasta este descrisă de un tensor de tip (2, 0), în elasticitatea liniară⁠(d) sau, mai precis, de un câmp tensorial de tip (2, 0), deoarece tensiunile pot varia de la un punct la altul. 

### Alte exemple din fizică
Printre aplicațiile comune se numără: 
- Tensor electromagnetic⁠(d) (sau tensor Faraday) în electromagnetism
- Tensori de deformare finită pentru descrierea deformărilor și a tensorului pentru deformare în mecanica continuă
- Permeabilitatea și susceptibilitatea electrică⁠(d) sunt tensori în mediile anizotrope
- 4-tensorul⁠(d) din relativitatea generală (de ex. tensorul energie-tensiune), utilizate pentru a reprezenta fluxurile de impuls
- Operatorii tensoriali sferici sunt funcțiile proprii ale operatorului moment cinetic în coordonate sferice
- Tensorii de difuzie, baza imagisticii cu tensor de difuzie⁠(d), reprezintă rate de difuzie în medii biologice
- Mecanica cuantică și calculul cuantic utilizează produsul tensorial pentru combinarea stărilor cuantice

### Aplicații ale tensorilor de ordin > 2
Conceptul de tensor de ordinul doi este deseori confundat cu de matrice. Tensorii de ordin superior surprind însă idei importante în domeniul științei și ingineriei, așa cum s-a arătat succesiv în numeroase domenii pe măsură ce acestea se dezvoltă. Acest lucru se întâmplă, de exemplu, în domeniul vederii calculatoarelor⁠(d), unde tensorul trifocal⁠(d) generalizează matricea fundamentală⁠(d). 
Domeniul opticii neliniare⁠(d) studiază modificările densității de polarizare⁠(d) a materialelor în câmpurile electrice extreme. Undele de polarizare generate sunt legate de generarea câmpurilor electrice prin tensorul neliniar de susceptibilitate. Dacă polarizarea P nu este liniar proporțională cu câmpul electric E, mediul se numește neliniar. Pentru o aproximare bună (pentru câmpurile suficient de slabe, presupunând că nu există momente dipol permanente), P este dat de o serie Taylor în E ai cărei coeficienți sunt susceptibilitățile neliniare: 
Aici este susceptibilitatea liniară, dă efectul Pockels⁠(d) și a armonica a doua, iar dă efectul Kerr. Această dezvoltare arată modul în care tensorii de ordin mai înalt apar în mod natural în chestiunile studiate. 

## Generalizări

### Holori
Așa cum s-a discutat mai sus, un tensor poate fi reprezentat ca un tablou (potențial multidimensional, multi-indexat) de cantități. Pentru a distinge tensorii (atunci când sunt desemnați ca mărimi tensiorale ale cantităților în raport cu o bază fixă) de tablourile arbitrare de cantități, termenul holor⁠(d) a fost inventat pentru acestea din urmă.
Astfel, tensorii pot fi analizați ca un anumit tip de holor, alături de alți holori care nu sunt strict tensioriali, cum ar fi valorile rețelei neurale (noduri și/sau legături), tabele indexate de inventar și așa mai departe. Un alt grup de holori care se transformă ca și tensorii până la o așa-numită pondere, derivată din ecuațiile de transformare, sunt densitățile tensorilor⁠(d), de exemplu, simbolul Levi-Civita. Simbolurile Christoffel⁠(d) aparțin, de asemenea, holorilor. 
Termenul holor nu este folosit pe scară largă și cuvântul „tensor” este folosit adesea abuziv atunci când se face referire la reprezentarea multidimensională a matricei unui holor, provocând confuzie cu privire la sensul strict al cuvântului tensor. 
Conceptul de holori și terminologia asociată oferă o algebră și o analiză a holorilor într-un cadru mai general decât ceea ce se vede pentru matricele tensiorale. 

### Produsul tensorial de spații vectoriale
Spațiile vectoriale ale unui produs tensorial⁠(d) nu trebuie să fie aceleași și uneori elementele unui astfel de produs tensorial mai general se numesc „tensori”. De exemplu, un element al produsului tensorial de spații V ⊗ W este un „tensor“ de ordinul doi în acest sens mai general, și un tensor de ordin d poate fi de asemenea definit ca element al unui produs tensorial a d spații vectoriale diferite. Un tensor de tip (n, m), în sensul definit anterior, este și el un tensor de ordin n + m în acest sens mai general. Conceptul de produs tensorial poate fi extins la module⁠(d) arbitrare peste un inel. 

### Tensori în dimensiuni infinite
Noțiunea de tensor poate fi generalizată într-o varietate de moduri, până la dimensiuni infinite. O modalitate, de exemplu, este prin produsul tensorial⁠(d) de spații Hilbert. Un alt mod de a generaliza ideea de tensor, obișnuită în analiza neliniară⁠(d), este prin definiția aplicațiilor multiliniare unde, în loc să se utilizeze spații vectoriale dimensionale finite și dualele lor algebrice⁠(d), se utilizează spații Banach de dimensiuni infinit dimensionale și dualul lor continuu⁠(d).  Tensorii trăiesc astfel în mod natural pe varietăți Banach⁠(d) și Fréchet⁠(d). 

### Tensori de densitate
Fie un mediu omogen care umple R3 astfel încât densitatea mediului este descrisă de un singur scalar⁠(d) ρ exprimat în kg m−3. Masa, în kg, a unei regiuni Ω se obține prin înmulțirea lui ρ cu volumul regiunii Ω sau prin integrarea echivalentă a constantei ρ în regiune: 
{\displaystyle m=\int _{\Omega }\rho \,dx\,dy\,dz}
unde coordonatele carteziene xyz sunt măsurate în m. Dacă unitățile de lungime sunt modificate în cm, atunci valorile numerice ale funcțiilor de coordonate trebuie să fie redimensionate cu un factor de 100: 
{\displaystyle x'=100x,\quad y'=100y,\quad z'=100z}
Valoarea numerică a densității ρ trebuie apoi transformată și prin 100-3 m3/cm3 pentru a compensa, astfel încât valoarea numerică a masei în kg este încă dată de integrala lui {\displaystyle \rho \,dx\,dy\,dz}. Prin urmare {\displaystyle \rho '=100^{-3}\rho } (în unități de kg cm−3). 
Mai general, dacă coordonatele carteziene xyz suferă o transformare liniară, atunci valoarea numerică a densității ρ trebuie să se schimbe printr-un factor reciproc al valorii absolute a determinantului transformării de coordonate, astfel încât integralele să rămână invariabile, de către formula schimbării de variabilă la integrare. O astfel de cantitate care scade cu reciproca valorii absolute a determinantului aplicației de transformare a coordonatelor se numește densitate scalară⁠(d). Pentru a modela o densitate neconstantă, ρ este o funcție de variabilele xyz (un câmp scalar) și, sub o schimbare curbilinie de coordonate, ea se transformă prin inversa iacobianului⁠(d) schimbării de coordonate. 
O densitate tensorială se transformă ca un tensor sub o schimbare de coordonate, cu excepția faptului că, în plus, preia un factor al valorii absolute a determinantului tranziției de coordonate: 
{\displaystyle T_{j'_{1}\dots j'_{q}}^{i'_{1}\dots i'_{p}}[\mathbf {f} \cdot R]=|\det R|^{-w}\left(R^{-1}\right)_{i_{1}}^{i'_{1}}\cdots \left(R^{-1}\right)_{i_{p}}^{i'_{p}}} {\displaystyle T_{j_{1},\ldots ,j_{q}}^{i_{1},\ldots ,i_{p}}[\mathbf {f} ]} {\displaystyle R_{j'_{1}}^{j_{1}}\cdots R_{j'_{q}}^{j_{q}}.}
Aici w este numită pondere. În general, orice tensor înmulțit cu o putere a acestei funcții sau valoarea sa absolută se numește densitate tensorială sau tensor ponderat. Un exemplu de densitate tensorială este densitatea de curent din electromagnetism. 
Sub o transformare afinã de coordonate, un tensor se transformã prin partea liniarã a transformãrii (sau invers) pe fiecare indice. Acestea provin din reprezentările raționale⁠(d) ale grupului liniar general. Dar aceasta nu este chiar cea mai generală lege de transformare liniară pe care o poate avea un astfel de obiect: densitățile tensorilor sunt neraționale, dar sunt încă reprezentări Semisimple⁠(d). O altă clasă de transformări vine din reprezentarea logaritmică a grupului liniar general, o reprezentare reductibilă, dar nu semisimplă, constând dintr-un (x,y) ∈ R2 cu legea de transformare
{\displaystyle (x,y)\mapsto (x+y\log |\det R|,y).}

### Obiecte geometrice
Legea transformării pentru un tensor se comportă ca un functor pe categoria sistemelor de coordonate admisibile, sub transformări liniare generale (sau alte transformări în cadrul unei anumite clase, cum ar fi difeomorfisme locale⁠(d)). Aceasta face din tensor un caz special de obiect geometric, în sensul tehnic că este o funcție a sistemului de coordonate care se transformă functorial sub schimbări de coordonate. Exemple de obiecte care se supun mai multor tipuri generale de legi de transformare sunt jeturile⁠(d) și, mai general, mănunchiurile naturale⁠(d).

### Spinori
Când se trece de la o bază ortonormală (numită cadru) la alta printr-o rotație, componentele unui tensor se transformă prin aceeași rotație. Această transformare nu depinde de calea urmată prin spațiul cadrelor. Cu toate acestea, spațiul cadrelor nu este simplu conectat: există căi continue în spațiul cadrelor cu aceleași configurații de început și de sfârșit care nu se deformează una în cealaltă. Este posibil să se atașeze o invarianță discretă suplimentară pentru fiecare cadru care încorporează această dependență de cale și care se (local) are valori de ± 1. Un spinor⁠(d) este un obiect care se transformă ca un tensor sub rotațile cadrului, cu excepția unui semn posibil care este determinat de valoarea acestui invariant discret.

## Istorie
Conceptele a ceea ce avea să devină analiza tensorială au apărut din opera lui Carl Friedrich Gauss în geometria diferențială, iar formularea a fost influențată de teoria invarianților și formelor algebrice dezvoltate la mijlocul secolului al XIX-lea. Cuvântul „tensor” însuși a fost introdus în 1846 de William Rowan Hamilton pentru a descrie ceva diferit de ceea ce se înțelege acum ca tensor. Utilizarea contemporană a fost introdusă de Woldemar Voigt⁠(d) în 1898.
Calculul tensorial a fost elaborat în jurul anului 1890 de către Gregorio Ricci-Curbastro sub titlul de calcul diferențial absolut și prezentat de Ricci pentru prima oară în 1892. A fost făcut accesibil mai multor matematicieni prin publicarea de către Ricci și Tullio Levi-Civita în 1900 a textului clasic Méthodes de calcul différentiel absolu et leurs applications (Metode de calcul diferențial absolut și aplicațiile lor).
În secolul al XX-lea, subiectul a ajuns să fie cunoscut sub numele de analiza tensorială, și a obținut acceptare mai largă prin introducerea de către Einstein în teoria relativității generale, în preajma lui 1915. Relativitatea generală este formulată în întregime în limbaj tensorial. Einstein a aflat de ei cu mare greutate, de la geometrul Marcel Grossmann. Levi-Civita a inițiat apoi o corespondență cu Einstein pentru a corecta greșelile pe care Einstein le făcuse în utilizarea analizei tensoriale. Corespondența a durat între 1915-17 și s-a caracterizat prin respect reciproc: 
„Admir eleganța metodei dumneavoastră de calcul; trebuie să fie frumos să călărești prin aceste câmpuri pe calul matematicii adevărate, în timp ce alții ca noi trebuie să umble laborios pe jos.”—Albert Einstein
Tensorii s-au dovedit a fi utili și în alte domenii, cum ar fi mecanica continuă. Unele exemple bine cunoscute de tensori în geometria diferențială sunt formele pătratice cum ar fi tensorii metrici⁠(d) și tensorul de curbură Riemann. Algebra exterioară a lui Hermann Grassmann, de la mijlocul secolului al XIX-lea, este ea însăși o teorie tensorială și foarte geometrică, dar a durat ceva timp înainte de a fi văzută, cu teoria formelor diferențiale⁠(d), unificate natural cu calculul tensorial. Opera lui Élie Cartan a făcut din formele diferențiale unul dintre tipurile elementare de tensori utilizate în matematică. 
Încă din anii 1920, s-a constatat că tensorii joacă un rol fundamental în topologia algebrică (de exemplu, în teorema Künneth⁠(d)). În mod corespunzător există tipuri de tensori care operează în multe ramuri ale algebrei abstracte, în special în algebra homologică⁠(d) și în teoria reprezentării. Algebra multi-liniară poate fi dezvoltată într-o mai mare generalitate decât pentru scalarii proveniți dintr-un corp. De exemplu, scalarii pot proveni dintr-un inel. Dar teoria este mai puțin geometrică, iar calculele mai tehnice și mai puțin algoritmice. Tensorii sunt generalizați în teoria categoriilor prin intermediul conceptului de categorie monoidală⁠(d), din anii 1960.